# Асаво-Зубово
Аса́во-Зу́бово (рос. Асаво-Зубово, башк. Аҫау-Зубов) — село у складі Стерлітамацького району Башкортостану, Росія. Входить до складу Казадаєвської сільської ради.
Населення — 137 осіб (2010; 277 в 2002).
Національний склад:
- татари — 45%
- росіяни — 29%